# Пярну-Яаґупі
Пярну-Яаґупі (ест. Pärnu-Jaagupi) — місто у волості Пиг'я-Пярнумаа, повіту Пярнумаа.

## Історія
У 1922 році згадується місто Якобі. Права селища селище отримало 13 вересня 1945 року, коли постановою Президії Верховної Ради Естонської РСР селище Якобі було об'єднано з селищем Удувере. Місто отримало назву — Пярну-Яаґупі.
У 1950–1959 роках Пярну-Яаґупі був центром округу Пярну-Яаґупі.
10 грудня 1991 року було утворено муніципалітет Пярну-Яагуп (міський муніципалітет). У 1996 році його територія увійшла до складу муніципалітету Халинга. Це було перше об’єднання органів місцевого самоврядування в новій незалежній Естонській Республіці. Пярну-Яагуп став центром муніципалітету Халінга до адміністративної реформи муніципалітетів Естонії у 2017 році.